# Кімпхо
Кімпхо (кор. 김포시, 金 浦 市, Gimpo-si) — місто в провінції Кьонгі, Південна Корея. На його території розташовується аеропорт «Кімпхо», який до 2001 року був головним аеропортом країни, а тепер обслуговує в основному внутрішні рейси.

## Історія
Вперше ця земля з'являється в історичних хроніках у 475 році. Тоді тут розташовувалося містечко Компхо, що належить давньокорейській державі Когурьо. Згодом Когурьо була завойована державою Сілла, і в VIII столітті тут був утворений округ (хен) Кімпхо. В епоху ранньої династії Чосон хен Кімпхо увійшов до складу сусіднього Пупьона (тепер це район міста Інчхон), проте через деякий час Кімпхо був утворений знову як окрема адміністративна одиниця. У 1632 році Кімпхо отримав адміністративний статус повіту (гун або кун). У 1914 році до складу Кімпхо увійшли сусідні повіти Тонджін і Янчхон. Статус міста був присвоєний Кімпхо в 1998 році.

## Географія

Розташування

Місто розташоване у північно-західній частині Південної Кореї, межує з Пхаджу, Інчхоном і Кояном. На сході омивається Жовтим морем.

## Адміністративний поділ
Кімпхо адміністративно ділиться на 3 ип, 3 мьон і 7 тон (дон).
| Район        | Хангиль  | Площа, км ² | Населення, чол | Внутрішнє розподіл |
| ------------ | -------- | ----------- | -------------- | ------------------ |
| Кочхонип     | 고촌읍   | 25,19       | 14817          | 5 ри               |
| Тхонджінип   | 통진읍   | 29,47       | 24146          | 9 ри               |
| Вольготмьон  | 월곶면   | 51,9        | 6791           | 10 ри              |
| Теготмьон    | 대곶면   | 42,81       | 12951          | 13 ри              |
| Хасонмьон    | 하성면   | 54,75       | 10283          | 12 ри              |
| Янчхонип     | 양촌읍   | 33,65       | 6491           | 5 ри               |
| Чаґібондон   | 장기본동 | 2,88        | 11377          |                    |
| Кімпхобондон | 김포본동 | 11,8        | 38490          |                    |
| Пхунмудон    | 풍무동   | 4,4         | 37504          |                    |
| Саудон       | 사우동   | 3,32        | 22847          |                    |
| Куредон      | 구래동   | 5,06        | 45192          |                    |
| Чаґідон      | 장기동   | 4,43        | 41154          |                    |
| Уняндон      | 운양동   | 7,13        | 37752          |                    |

## Економіка
Кімпхо — розвинутий промисловий центр. Тут на початку XXI століття розпочата реалізація двох великих проектів:
- Проект «Нове місто на Хангані» (англ. Gimpo Han River New City) передбачає комплексний розвиток північно-західної частини міста. Наголос буде робитися на екологію і розвинену інфраструктуру. За проектом передбачено зведення більше 10 млн м² приміщень до 2012 року[2].
- Проект зведення чотирьох сучасних промислових комплексів загальною площею до 3 млн м ². За планом всі об'єкти повинні бути здані до 2010 року[3].

## Культура
- Селянські обряди Тонджін Туренорі — входять до списку нематеріальної спадщини Кенгидо починаючи з 1998 року. Включають в себе пісні, танці і костюмовані ритуали, що виконуються місцевими селянами, які просили в природи багатого врожаю. В наш час[коли?] ці ритуали представляють виключно культурну цінність як важливий елемент місцевого фольклору[4].
- Фестиваль культури та мистецтв Кімпхо — проводиться щоосені протягом чотирьох днів. У програмі фестивалю виступи народних колективів, костюмовані ходи, виставки народних ремесел.[5]

## Туризм і визначні пам'ятки
- буддійський храм Мунсуса 1648 року спорудження. У храмі зберігаються предмети, що входять до списку культурної спадщини Кореї.
- Фортеця Мунсусансон — розташована на горі Мунсусан, входить до списку історичної спадщини Кореї під номером 139. Була побудована в 1694 році, в епоху династії Чосон для захисту від набігів морських піратів. Загальна довжина муру — 6 кілометрів, з них збереглося близько 4 кілометрів.

## Вища освіта
Вища освіта в Кімпхо представлено двома вищими навчальними закладами:
- Університет Санха
- Коледж Кімпхо

## Символи
Як і більшість інших міст і повітів Південної Кореї, Кімпхо має ряд символів:
- Дерево: дзелькова — символ доброї волі.
- Квітка: форзиція — символізує волю і надію.
- Птиця: сорока — символізує безпеку і процвітання.
- Маскоти: Сальрі і Сани — символізують мир і об'єднання Корейського півострова.

## Міста-побратими
Міста побратими Кімпхо:
- КНР Сіньмінь, провінція Ляонін, Китай — з 1994
- США Округ Ліберті, штат Джорджія, США — з 1997
- КНР Хатек, Китай — з 2006
- США Глендейл, штат Каліфорнія, США — з 2010